# Frédéric-Charles-Auguste de Waldeck-Pyrmont
Frédéric-Charles-Auguste (25 octobre 1743 – 24 septembre 1812) est  prince de Waldeck-Pyrmont de 1763 à sa mort.

## Biographie
Né à Deux-Ponts, Frédéric-Charles-Auguste est le deuxième fils du prince Charles-Auguste de Waldeck-Pyrmont et de son épouse Christine de Deux-Ponts-Birkenfeld. Il devient l'héritier de la principauté à la mort de son frère aîné Charles, en 1756, et succède à son père à sa mort, le 29 août 1763.
En 1805, la principauté est divisée : Frédéric-Charles-Auguste reste prince de Waldeck, tandis que son frère cadet Georges obtient le comté de Pyrmont. La principauté adhère à la confédération du Rhin le 11 avril 1807. Frédéric-Charles-Auguste meurt sans laisser de fils et son frère Georges lui succède à la tête de la principauté.